# U ime zakona
U ime zakona je drugi album skupine The Obala, kojega je 2004. objavio Dancing Bear.  Album sadrži 10 skladbi.

## Popis pjesama
1. "Možeš mislit"
2. "A ti"
3. "U ime zakona"
4. "Sanjao sam da te sanjam"
5. "Kate"
6. "Želio bi da si tu"
7. "Ukrcaj se"
8. "Tako nam i treba"
9. "Ne možes me prisilit na ništa"
10. "Dolazim kroz noć"